# Spyrydon Lytwynowytsch
Spyrydon Lytwynowytsch (ukrainisch Спиридон Литвинович, polnisch Spirydion Litwinowicz; * 6. Dezember 1810 in Dryszczów/Nadritschne, Bezirk Brzeżany, Galizien; † 4. Juni 1869 in Lemberg) war ein griechisch-katholischer Theologe und Geistlicher im damaligen österreichischen Kronland Galizien. Von 1863/64 bis zu seinem Tod war er Metropolit der Ruthenischen (heute ukrainischen) Griechisch-Katholischen Kirche in der Erzeparchie Lemberg (heute Ukraine). Zudem war er ab 1861 Mitglied des österreichischen Reichsrates (zunächst Abgeordnetenhaus, ab 1864 Herrenhaus).

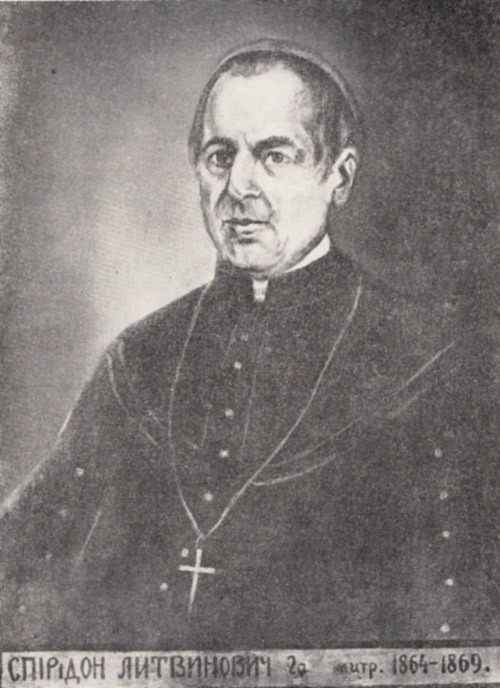
Spyrydon Lytwynowytsch

## Leben
Der Sohn eines „ruthenischen“ (d. h. ukrainischen) Pfarrers absolvierte die Philosophischen Jahrgänge und das Priesterseminar in Lemberg sowie von 1832 bis 1835 am Stadtkonvikt in Wien. Spyrydon Lytwynowytsch wurde am 19. Juli 1835 zum Priester geweiht. Anschließend setzte er seine Studien am höheren Priesterbildungsinstitut zum Heiligen Augustin (Frintaneum) in Wien fort und wurde 1841 zum Dr. theol. promoviert. Ab 1842 unterrichtete er als Katechet am Gymnasium in Czernowitz (Bukowina), ab 1848 war er Pfarrer an der griechisch-katholischen Barbarakirche in Wien sowie Rektor des 1852 gegründeten griechisch-katholischen Zentralseminars in Wien. 
Im Alter von 47 Jahren wurde er am 8. April 1857 zum Weihbischof in der Erzeparchie Lemberg und gleichzeitig zum Titularbischof von Canatha ernannt. Konsekriert wurde er am 17. Mai 1857 in Wien von Ioan Lemeni, dem emeritierten Bischof von Făgăraş und Alba Iulia (Rumänien). Ab 1860 war er auch Generalvikar der Erzeparchie Lemberg. Die Ernennung zum Metropoliten von Lemberg fand am 28. September 1863 statt. Am 5. Mai 1864 wurde er in der Lemberger Sankt-Georgs-Kathedrale feierlich inthronisiert.
Im Königreich Galizien und Lodomerien verfügte er als Lemberger Generalvikar und späterer Metropolit über eine Virilstimme im Galizischen Landtag, wo er von 1861 bis 1868 Landmarschall-Stellvertreter war. Zudem gehörte er von 1861 bis 1864 als Vertreter der „Kurie“ des galizischen Großgrundbesitzes und Virilisten dem Abgeordnetenhaus des österreichischen Reichsrates an, wo er im liberalen Parlamentsklub der „Unionisten“ saß. 1864 wurde er dann als geistliches Mitglied in das Herrenhaus berufen.